# Cantonul Charly-sur-Marne
Cantonul Charly-sur-Marne este un canton din arondismentul Château-Thierry, departamentul Aisne, regiunea Picardia, Franța.

## Comune
- Bézu-le-Guéry
- La Chapelle-sur-Chézy
- Charly-sur-Marne (reședință)
- Chézy-sur-Marne
- Coupru
- Crouttes-sur-Marne
- Domptin
- L'Épine-aux-Bois
- Essises
- Lucy-le-Bocage
- Montfaucon
- Montreuil-aux-Lions
- Nogent-l'Artaud
- Pavant
- Romeny-sur-Marne
- Saulchery
- Vendières
- Viels-Maisons
- Villiers-Saint-Denis